# Difluorure de disoufre
Le difluorure de disoufre est un composé chimique de formule FSSF. Assez instable, il se présente sous la forme d'un gaz incolore à l'odeur désagréable qui tend à s'isomériser en fluorure de thiothionyle SSF2 à températures et pressions plus élevées, puis à se dismuter en soufre et tétrafluorure de soufre SF4 si l'on prolonge l'expérience. Il s'isomérise, même à température ambiante, en présence de fluorure d'hydrogène HF ou de fluorure de potassium KF :
FSSF ⟶ SSF2.
Le difluorure de disoufre peut être obtenu par fluoration du soufre par le difluorure d'argent AgF2 :
S8 + 8 AgF2 → 4 FSSF + 8 AgF.